# 唐景崇
唐景崇（1844年—1914年），字希姚，号春卿。广西桂林府灌阳县人。晚清翰林、官员。

## 生平
同治十年（1871年）辛未科进士，选庶吉士，散馆授编修。历任各部侍郎，出督浙江、江苏学政，回京任学部尚书、学务大臣兼弼德院顾问大臣等。对清末教育改革贡献良多。辛亥革命后称病引退。
民国成立后，袁世凯授其参政院参政一职，又聘为清史馆纂修《德宗实录》、《宣统政纪》副总裁，均推辞未就。民国三年（1914年）卒。

## 著作
著有《新唐书注》、《新唐书刊误》等。

## 家族
唐景崧、唐景崇、唐景崶三兄弟先后中进士，入翰林，一时传为佳话。

## 延伸阅读
[在维基数据编辑]
 《清史稿·卷443》，出自趙爾巽《清史稿》

## 外部連結
- 唐景崇 （页面存档备份，存于） 中研院史語所
- 广西唯一的同胞三翰林——唐景崧、唐景崇、唐景崶 广西地情网